# Daniel Morgan
Daniel Morgan (6 de julio de 1736-6 de julio de 1802) fue un colonizador, soldado y representante de los Estados Unidos por Virginia. Fue uno de los más talentosos tácticos de batalla en la guerra de Independencia de los Estados Unidos (1775-1783) y más tarde, dirigió tropas durante la represión de la rebelión del whisky (1791-1794).

## Primeros años
Se cree que Morgan nació en Nueva Jersey. Sus cuatro abuelos eran galeses. Era el quinto de siete hijos de James Morgan y Eleanor Lloyd. Cuando tenía 17 años se fue de casa, después de una pelea con su padre. Trabajó haciendo chapuzas en Pensilvania, y posteriormente se trasladó a lo que ahora es Winchester (Virginia).
En Virginia, trabajó limpiando tierra, en un aserradero y como conductor de diligencias, trabajo este último, con el que participó en la guerra franco-india, junto a su primo Daniel Boone. Después de regresar de Fort Duquesne (Pittsburgh) con el comando del general Edward Braddock Morgan fue castigado a 499 latigazos por haber golpeado a un superior. Desde esta ocasión Morgan adquirió gran odio a la armada británica. Se enamoró de Abigail Curry, se casaron y tuvieron dos hijas.
Posteriormente sirvió como fusilero con la misión de proteger a los colonos de los ataques franco-indios. Un tiempo más tarde compró una granja entre Winchester y Battletown. En 1774 era tan próspero que pudo comprar diez esclavos. Ese año participó en la guerra Dunmore, tomando parte en los asaltos a los pueblos Shawnee en el territorio del Ohio.

## Guerra de Independencia
Después de que comenzara la Guerra de Independencia con las batallas de Lexington y Concord el 19 de abril de 1775, el Congreso Continental creó el Ejército Continental el 14 de junio, y formaron diez compañías de fusileros para soportar el asedio de Boston y posteriormente Virginia acordó enviar dos compañías más. La cámara de los Burgeses designó a Morgan como comandante de una de estas compañías, la cual fue apodada los fusileros de Morgan. Sus hombres eran más precisos que el resto porque usaban rifles en lugar de armas de fuego con ánima lisa, aunque eran más lentos para recargar. Sus fusileros usaban tácticas de guerrillas, atacando sin ser vistos, primero a los indios que guiaban a los británicos, y posteriormente a los oficiales. Los británicos consideraron estas guerrillas como deshonrosas.

### Invasión de Canadá
Más tarde, ese mismo año, el Congreso Continental autorizó la invasión de Canadá. El coronel Benedict Arnold convenció al general George Washington de empezar una ofensiva por el este apoyando la invasión de Richard Montgomery. Washington accedió y mandó tres de sus compañías a Boston. La compañía de Morgan fue una de ellas, y Arnold dispuso que las tres lucharan unidas en un único batallón cuyo líder sería Morgan. La expedición de Arnold partió del fuerte Western el 25 de septiembre.
Esta expedición contaba con unos 1000 hombres, pero a la llegada a Quebec el 9 de noviembre, se había reducido a 600. Cuando los hombres de Montgomery llegaron más tarde, ellos acordaron realizar un ataque conjunto con ellos en forma de tenazas, que se materializó la mañana del 31 de diciembre en la batalla de Quebec.
Arnold atacó contra la ciudad baja, y sufrió una herida en la pierna, por lo que Morgan, entonces capitán, tomó el mando de todo el ejército, y exitosamente superó la muralla de la ciudad. Los hombres de Montgomery iniciaron el asalto cuando la ventisca de nieve era más fuerte, y eso hizo que muchos de ellos murieran o cayeran heridos. Con Montgomery caído, el ataque patriota flaqueó. El general británico Guy Carleton, consiguió vencer a Morgan, capturándolo como prisionero con 370 de sus hombres. Morgan permaneció como prisionero hasta enero de 1777, cuando fue intercambiado.

### Undécimo regimiento de Virginia

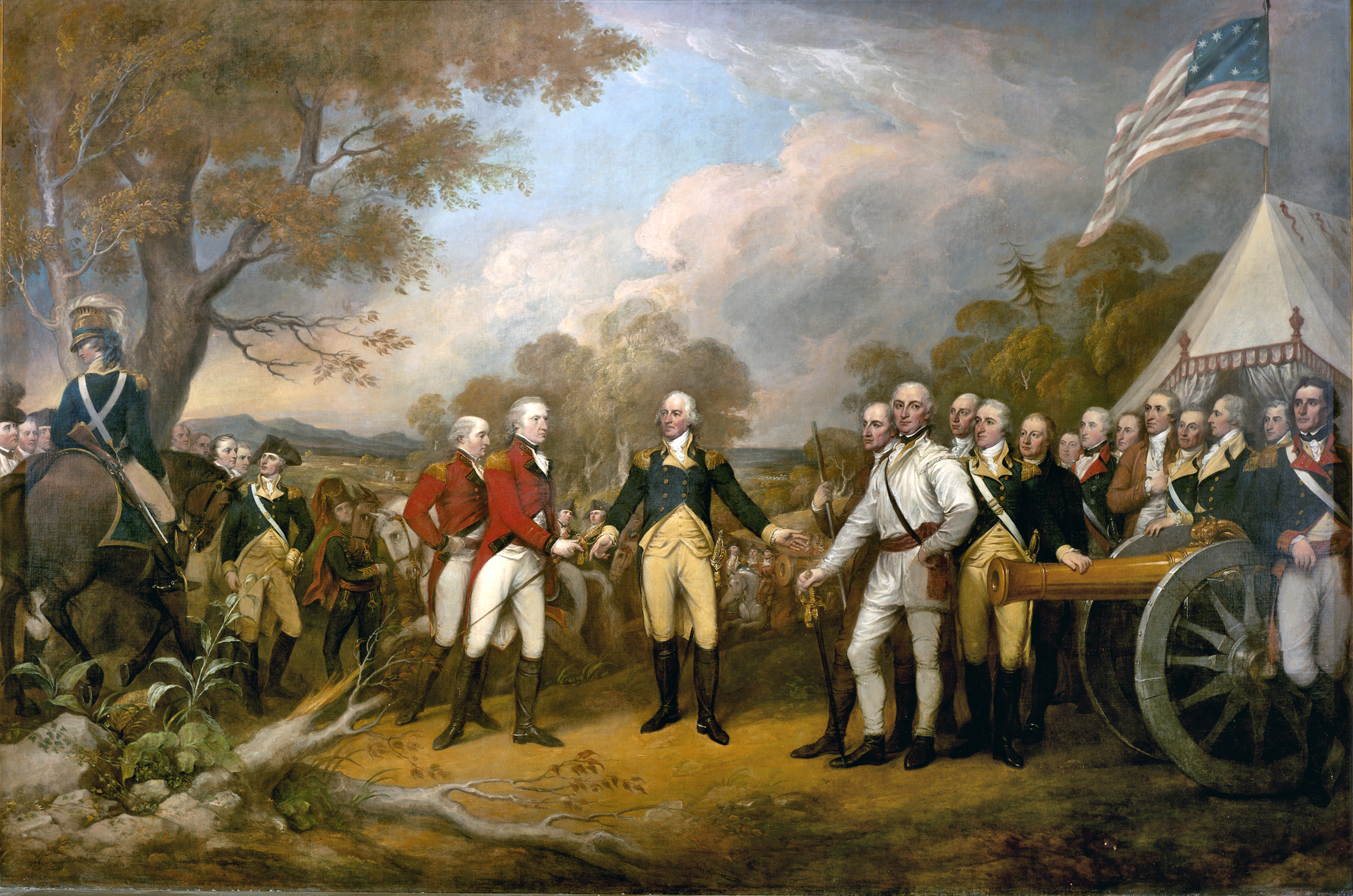
Rendición del General Burgoyne
El coronel Morgan se muestra en el centro en blanco

Cuando se reunió con Washington a comienzos de 1777, Morgan fue sorprendido con un ascenso a coronel por su valor en la batalla de Quebec, y se le dio el mando del Undécimo regimiento de Virginia. En junio de ese año fue nombrado comandante de un cuerpo de 500 fusileros, que fue mandado a acosar la armada de William Howe en Nueva Jersey.

### Saratoga

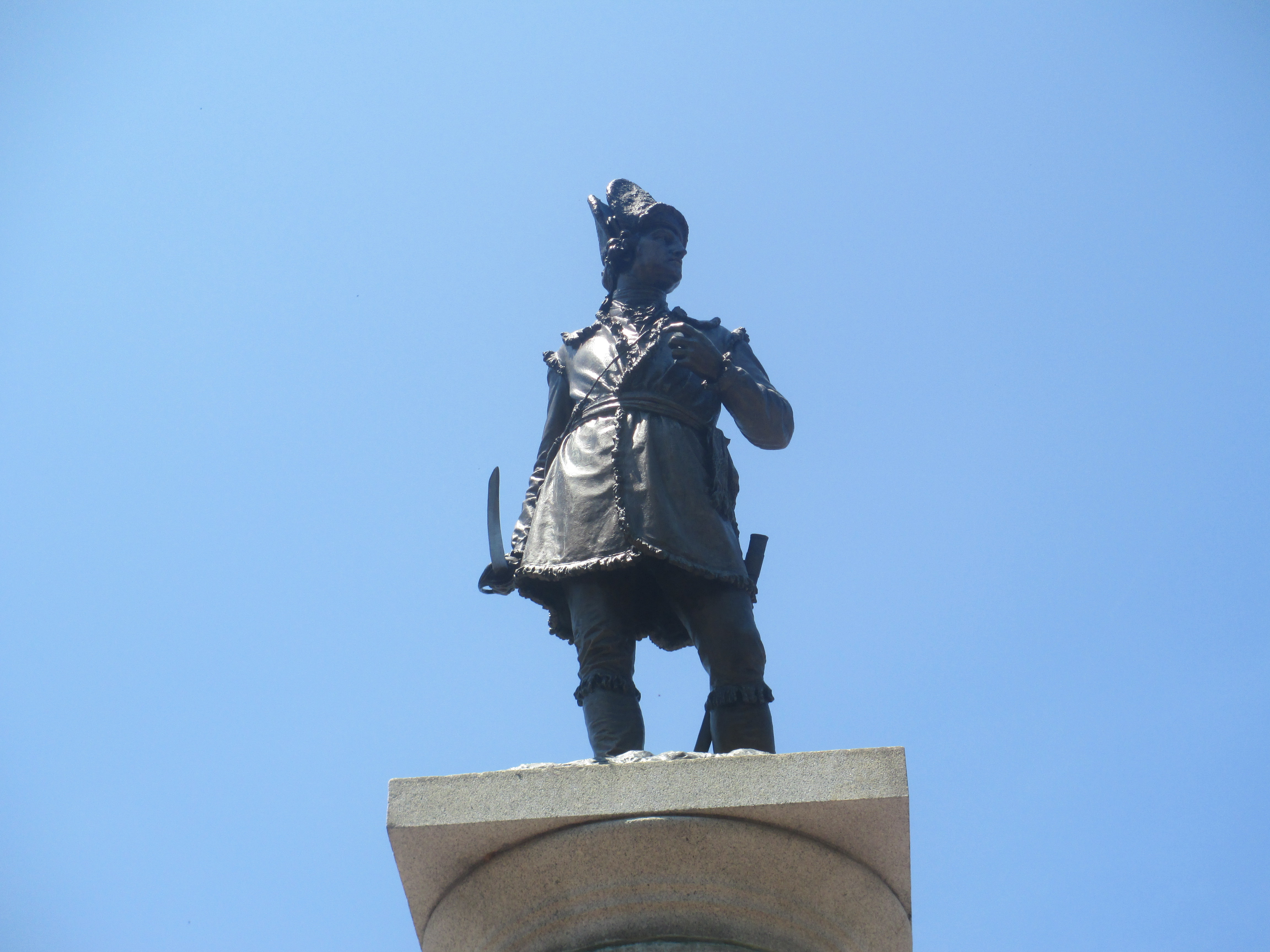
Estatua del general Morgan erigida en 1881 en Spartanburg, South Carolina

El regimiento de Morgan se unió al ejército Continental el 30 de agosto y juntos lograron vencer a los británicos liderados por John Burgoyne en la importante batalla de Saratoga, el cual tuvo que rendirse con su ejército. Morgan fue uno de los retratados en el cuadro La rendición del general Burgoyne de John Trumbull, que trata de esa rendición.  

### Nueva Jersey y retiro
Después de Saratoga, Morgan se reunió con el ejército de Washington cerca de Filadelfia, pero no participó en ninguna batalla importante. Se sintió discriminado en el ejército, porque en esos tiempos no era ascendido mientras otros lo eran, y, teniendo además ciática, Morgan se retiró en 1779 y volvió a su casa en Winchester. Allí, más tarde, rechazó un pedido de Horacio Gates de ir al sur con él.

### Teatro del Sur
Sin embargo, cuando Gates fue derrotado en la batalla de Camden el 16 de agosto de 1780, Morgan puso aparte sus problemas con el Congreso y volvió otra vez al servicio activo. Se juntó a las tropas del sur el 2 de octubre de 1780, todavía bajo el mando de Robert Gates, y él le puso bajo el mando de un cuerpo de infantería ligero. Recibió además el rango de general de brigada por parte del Congreso el 13 de octubre de 1780. Desde octubre hasta diciembre Morgan hizo con el cuerpo campaña en el sur bajo las órdenes de Gates.   
Después se encontró el 3 de diciembre con el nuevo comandante de las tropas del sur Nathanael Greene, que había reemplazado a Gates a causa de su derrota en Camden. Greene le dio entonces la orden de distraer a Cornwallis con 600 hombres para así tener tiempo de reconstruir el ejército del sur, diezmado por esa derrota.  Dándose cuenta de la estrategia, Cornwallis envió una brigada bajo Banastre Tarleton para acabar con él.  

#### Batalla de Cowpens
Ignorando las órdenes claras de Greene de evitar una batalla, Morgan le presentó batalla en Cowpens el 17 de enero de 1781 con la ayuda de milicias que se juntaron a él. Utilizando en la batalla una táctica considerada como maestra e innovadora de movimiento de pinza basado en la defensa en profundidad en el centro y el posterior contraataque por los flancos, similar a la de la batalla de Cannas, Morgan le derrotó decisivamente destruyendo así gran parte de las mejores tropas de Cornwallis de forma irremediable. Fue la derrota más grande para los británicos desde Saratoga.
Con la victoria en Cowpens, las tropas americanas, y sobre todo las del sur, se reavivaron, mientras que el ejército de Cornwallis quedó debilitado. Desencadenó además con esa victoria toda una serie de acontecimientos que llevaron a la derrota y rendición inglesa en Yorktown el mismo año.

## Posguerra
Poco después de la batalla de Cowpens Morgan se retiró otra vez por su ciática. En recompensa por sus acciones en Cowpens, Virginia le dio una finca y en 1790 el Congreso de los Estados Unidos le dio por ello una medalla de oro. En 1794 fue llamado a ayudar brevemente en la rebelión del whisky y fue promovido a general. Más tarde fue elegido en 1797 a la Cámara de Representantes de los Estados Unidos por Virginia por esa única vez.
Murió en 1802, en la casa de su hija en Winchester, el día que cumplía 66 años. 

## Legado
Desde su muerte varios condados en los Estados Unidos han sido nombrados en honor a él. Esos condados están en Virginia,  Alabama, Georgia, Illinois, Indiana, Kentucky, Misuri, Ohio y en Tennessee. Las ciudades de Morganton en Carolina del Norte y de Morganfield en Kentucky también fueron llamados así en su nombre.
En 1881, con el motivo del centenario de la batalla de Cowpens, se colocó una estatua de Morgan en la plaza central de la ciudad de Spartanburg, Carolina del Sur. Está localizado en Morgan Square y continúa estando hoy allí.

## Cultura popular
Benjamin Martin, el protagonista de El Patriota, una película del 2000, se basó en parte en Daniel Morgan.